# گریوورم
گریوورم (به انگلیسی: Graveworm) یک گروه اکستریم گوتیک متال ایتالیایی از شهر برونک است که در سال ۱۹۹۲ آغاز به کار کرد.

## اعضا کنونی
- استفان فیوری : خواننده  (۱۹۹۷ تا کنون)
- مارتین اینربیچلر : درام  (۱۹۹۷ تا کنون)
- فلورین رینر : بیس  (۲۰۱۲ تا کنون)
- استفان آنترپرتینگر : گیتار  (۱۹۹۷ تا ۲۰۰۳، ۲۰۱۲ تا کنون)
- اریک ریگی : گیتار  (۲۰۰۱ تا کنون)

## اعضای پیشین
- توماس ارگلر : گیتار  (۲۰۰۵ تا ۲۰۱۲)
- سابینه مایر : کیبورد  (۱۹۹۷ تا ۲۰۱۲)
- لوکاس فلارر : گیتار  (۲۰۰۳ تا ۲۰۰۵)
- دیدی اشرافل : بیس  (۱۹۹۷ تا ۲۰۰۱)
- اریک تریفل : گیتار  (۲۰۰۱)
- هری کلنک : گیتار (۱۹۹۷ تا ۲۰۰۱)، بیس  (۲۰۰۳ تا ۲۰۱۲)